# Moirans-en-Montagne
Moirans-en-Montagne és un municipi francès situat al departament del Jura i a la regió de Borgonya - Franc Comtat. L'any 2007 tenia 2.291 habitants.

## Demografia

### Població
El 2007 la població de fet de Moirans-en-Montagne era de 2.291 persones. Hi havia 951 famílies de les quals 326 eren unipersonals (161 homes vivint sols i 165 dones vivint soles), 249 parelles sense fills, 306 parelles amb fills i 70 famílies monoparentals amb fills.
La població ha evolucionat segons el següent gràfic:
Habitants censats

### Habitatges
El 2007 hi havia 1.098 habitatges, 956 eren l'habitatge principal de la família, 49 eren segones residències i 93 estaven desocupats. 529 eren cases i 549 eren apartaments. Dels 956 habitatges principals, 517 estaven ocupats pels seus propietaris, 406 estaven llogats i ocupats pels llogaters i 32 estaven cedits a títol gratuït; 62 tenien una cambra, 88 en tenien dues, 169 en tenien tres, 264 en tenien quatre i 372 en tenien cinc o més. 617 habitatges disposaven pel capbaix d'una plaça de pàrquing. A 465 habitatges hi havia un automòbil i a 320 n'hi havia dos o més.

### Piràmide de població
La piràmide de població per edats i sexe el 2009 era:
| Homes | Edats   | Dones |
| ----- | ------- | ----- |
| 0     | 95 o +  | 4     |
| 0     | 90 a 94 | 20    |
| 12    | 85 a 89 | 28    |
| 24    | 80 a 84 | 28    |
| 40    | 75 a 79 | 60    |
| 36    | 70 a 74 | 52    |
| 36    | 65 a 69 | 32    |
| 44    | 60 a 64 | 52    |
| 44    | 55 a 59 | 40    |
| 92    | 50 a 54 | 76    |
| 48    | 45 a 49 | 48    |
| 60    | 40 a 44 | 44    |
| 84    | 35 a 39 | 56    |
| 112   | 30 a 34 | 92    |
| 120   | 25 a 29 | 108   |
| 92    | 20 a 24 | 44    |
| 52    | 15 a 19 | 41    |
| 68    | 10 a 14 | 48    |
| 68    | 5 a 9   | 60    |
| 80    | 0 a 4   | 76    |

## Economia
El 2007 la població en edat de treballar era de 1.493 persones, 1.050 eren actives i 443 eren inactives. De les 1.050 persones actives 920 estaven ocupades (513 homes i 407 dones) i 131 estaven aturades (72 homes i 59 dones). De les 443 persones inactives 113 estaven jubilades, 194 estaven estudiant i 136 estaven classificades com a «altres inactius».

### Ingressos
El 2009 a Moirans-en-Montagne hi havia 910 unitats fiscals que integraven 2.291 persones, la mediana anual d'ingressos fiscals per persona era de 15.387,5 €.

### Activitats econòmiques
Dels 156 establiments que hi havia el 2007, 2 eren d'empreses alimentàries, 2 d'empreses de fabricació de material elèctric, 33 d'empreses de fabricació d'altres productes industrials, 23 d'empreses de construcció, 25 d'empreses de comerç i reparació d'automòbils, 9 d'empreses de transport, 8 d'empreses d'hostatgeria i restauració, 1 d'una empresa d'informació i comunicació, 12 d'empreses financeres, 10 d'empreses immobiliàries, 13 d'empreses de serveis, 12 d'entitats de l'administració pública i 6 d'empreses classificades com a «altres activitats de serveis».
Dels 49 establiments de servei als particulars que hi havia el 2009, 1 era una oficina d'administració d'Hisenda pública, 1 gendarmeria, 1 oficina de correu, 4 oficines bancàries, 5 tallers de reparació d'automòbils i de material agrícola, 1 taller d'inspecció tècnica de vehicles, 1 autoescola, 3 paletes, 3 guixaires pintors, 6 fusteries, 4 lampisteries, 3 electricistes, 1 empresa de construcció, 2 perruqueries, 5 agències de treball temporal, 5 restaurants, 2 agències immobiliàries i 1 saló de bellesa.
Dels 11 establiments comercials que hi havia el 2009, 2 eren supermercats, 2 grans superfícies de material de bricolatge, 2 botiges de menys de 120 m², 2 fleques, 1 una fleca, 1 una llibreria i 1 una joieria.
L'any 2000 a Moirans-en-Montagne hi havia 5 explotacions agrícoles.

## Equipaments sanitaris i escolars
El 2009 hi havia 1 centre de salut i 1 farmàcia.
El 2009 hi havia 1 escola maternal i 2 escoles elementals. A Moirans-en-Montagne hi havia 1 col·legi d'educació secundària i 1 liceu tecnològic. Als col·legis d'educació secundària hi havia 249 alumnes i als liceus tecnològics 221.

## Poblacions més properes
El següent diagrama mostra les poblacions més properes.